# Americano do Brasil
Americano do Brasil es un municipio brasilero del estado de Goiás. Su población estimada en 2010 por el Instituto Brasilero de Geografía y Estadística (IBGE) era de 5 508 habitantes. 

## Historia
Americano do Brasil fue fundada por Benedito de Almeida Lara, dueño de una posada. Al principio la ciudad se llamaba poblado de Ojos De Agua, pero después de algunos años el nombre fue mudado en homenaje al médico y escritor Dr. Americano do Brasil.

## Geografía
Americano do Brasil está localizado en la mesorregión Centro Goiano, microrregión geográfica de Anicuns, entre los Municipios de Anicuns, Mossâmedes y Itaberaí. Limita al norte con Itaberaí, al este con Mossâmedes y al sur con Anicuns.